# Konfederace Siletzkých kmenů
Konfederace Siletzkých kmenů ve Spojených státech je státem uznaná konfederace 27 indiánských kmenů, které obývaly oblast od severní Kalifornie po jihozápadní Washington.
Konfederace má přes 4000 členů a vlastní rezervaci podél řeky Siletz River v okrese Lincoln County v Oregonu o rozloze 15 km². Kmeny vlastní a provozují kasino Chinook Winds Casino v Lincoln City, golfové hřiště v Neotsu, zdravotní kliniku a další různé nemovitosti.